# Championnat de France de rugby à XIII 2019-2020
Navigation
Édition précédente Édition suivante
Le Championnat de France de rugby à XIII 2019-2020 est la 82e édition de la plus importante compétition de rugby à XIII en France. Le calendrier de la compétition s'étend de 14 novembre 2019 au 14 juin 2020 avec une finale programmée au Parc des sports et de l'amitié de Narbonne. Pour commencer la saison, il est organisé  un Magic Week end où toutes les rencontres de la première journée sont disputées à Carcassonne au stade Albert Domec les 16 et 17 novembre 2019. Toutefois, au mois de mars 2020, en raison de l'épidémie de coronavirus, il est suspendu dans un premier temps, puis annulé le 15 avril 2020, dans un second temps. Aucun titre n'est attribué et la saison est considérée comme « vierge ».
Organisé sous l'égide de la Fédération française de rugby à XIII, le championnat est composé de dix équipes qui se rencontrent lors d'une phase de saison régulière où s'affrontent sur deux rencontres chacune des équipes en plus du Magic Week end. Cette phase détermine l'ordre des qualifiés pour la phase finale à élimination directe en match aller-retour pour se ponctuer par une finale en match unique. Pour les équipes participantes, le championnat est entrecoupé par la Coupe de France.
Enfin, deux clubs français sont representés par leurs réserves dans ce championnat, Saint-Estève XIII Catalan pour les Dragons Catalans qui évoluent en Super League, et Toulouse élite pour le Toulouse olympique XIII qui évolue en Championship.

## Liste des équipes en compétition
| Albi Avignon Carcassonne Palau-del-Vidre Lézignan-Corbières Limoux Saint-Estève XIII catalan Saint-Gaudens Toulouse Elite Villeneuve-sur-Lot |

Les dix mêmes équipes participent cette saison au championnat de France de première division. Huit équipes sont localisées en région Occitanie, les deux autres étant situées à moins de 20 kilomètres de ses frontières.
Il n'y a plus de match nul depuis la saison 2016-2017 puisqu'en cas d'égalité à la fin d'un match, une prolongation au point en or est disputée.
Le Championnat maintient sa formule de la saison précédente, à savoir la présence de dix clubs avec matchs aller-retour et la mise en place d'une journée supplémentaires appelée « Magic Week-End » lors de la première journée. Le Championnat débute en novembre 2019 pour se clore fin juin 2020.
| Club                      | Dernière montée | Budget 2019-20 | Classement en 2019 | Entraîneur(s)                   | Stade                | Capacité          |
| ------------------------- | --------------- | -------------- | ------------------ | ------------------------------- | -------------------- | ----------------- |
| Albi                      | 2015            | 500 000 €      | Barragiste         | Joris Canton                    | Stade Mazicou        | +12 000,          |
| Avignon                   | 2008            | 400 000 €      | 8e                 | Renaud Guigue Lucien De Macedo  | Parc des Sports      | +17 518,          |
| Carcassonne               | 2000            | 780 000 €      | finaliste          | Patrick Albérola Frédéric Camel | Stade Albert-Domec   | +12 000,          |
| Lézignan                  | 1990            | 800 000 €      | Demi-finaliste     | Nicolas Manessi                 | Stade du Moulin      | En reconstruction |
| Limoux                    | 1962            | 450 000 €      | Demi-finaliste     | Maxime Grésèque                 | Stade de l'Aiguille  | +03 500,          |
| Palau-del-Vidre           | 2013            | 250 000 €      | 7e                 | Olivier Elima                   | Stade Georges Vaills | +03 000,          |
| Saint-Estève XIII catalan | 2000            | 800 000 €      | Champion           | Benoît Albert                   | Stade municipal      | +06 000,          |
| Saint-Gaudens             | 2016            | 260 000 €      | 9e                 | Julien Gérin                    | Stade Jules-Ribet    | +04 000,          |
| Toulouse élite            | 2015            | €              | 10e                | Sébastien Raguin                | Stade Struxiano      | +01 500,          |
| Villeneuve-sur-Lot        | 1934            | 480 000 €      | Barragiste         | Fabien Devecchi                 | Stade Max-Rousié     | +01 434,          |

## Format
Le calendrier est composé de deux phases :

### Première phase: saison régulière
Chaque équipe rencontre toutes les autres en matchs aller-retour. Toutefois, au début de la saison régulière, tous les équipes sont réunis et s'affrontent lors d'un Magic Weekend, ainsi chaque équipe aura disputé dix-neuf rencontres au cours de la saison.

### Deuxième phase: phase finale
À l'issue de la saison régulière, les six premiers de la saison régulière se qualifient pour la phase à élimination directe. Troisième et sixième d'une part et quatrième et cinquième d'autre part s'affrontent en barrage d'accès aux demi-finales. Les gagnants de ces rencontres, disputées sur un«  match sec », rejoignent le vainqueur de la phase régulière et son dauphin en demi-finale. La vainqueur de la finale qui suit est sacré champion de France de rugby à XIII et reçoit à cet égard le bouclier Max-Rousié.

## Déroulement de la compétition

### Classement de la première phase
| Rang | Club                      | J  | V | N | D  | Bo | Bd | Pm  | Pe  | Diff | Pts |
| ---- | ------------------------- | -- | - | - | -- | -- | -- | --- | --- | ---- | --- |
| 1    | Limoux                    | 11 | 9 | 0 | 2  | 0  | 2  | 348 | 166 | +182 | 30  |
| 2    | Saint-Estève-XIII catalan | 12 | 8 | 0 | 4  | 0  | 3  | 336 | 248 | +88  | 28  |
| 3    | Albi                      | 12 | 9 | 0 | 3  | 0  | 1  | 318 | 244 | +74  | 28  |
| 4    | Lézignan                  | 12 | 7 | 0 | 5  | 0  | 2  | 346 | 264 | +82  | 24  |
| 5    | Villeneuve-sur-Lot        | 10 | 7 | 0 | 3  | 0  | 1  | 328 | 224 | +104 | 23  |
| 6    | Avignon                   | 12 | 6 | 0 | 6  | 0  | 3  | 306 | 271 | +35  | 22  |
| 7    | Carcassonne               | 10 | 4 | 0 | 6  | 0  | 4  | 235 | 232 | +3   | 16  |
| 8    | Saint-Gaudens             | 10 | 3 | 0 | 7  | 0  | 1  | 202 | 296 | -94  | 11  |
| 9    | Palau-del-Vidre           | 10 | 2 | 0 | 8  | 0  | 4  | 247 | 287 | -40  | 10  |
| 10   | Toulouse Elite            | 11 | 0 | 0 | 11 | 0  | 1  | 132 | 566 | -434 | -1  |

|  | Qualifiés pour les demi-finales                      |
|  | Qualifiés pour les barrages d'accès aux demi-finales |

Attribution des points : victoire : 3, défaite par 12 points d'écart ou moins : 1 (point bonus), défaite par plus de 12 points d'écart : 0. - Pour le Magic Week-end, la seule différence est que la victoire vaut quatre points.
En cas d'égalité du nombre de points de classement, c'est la différence de points particulière qui s'obtient en soustrayant du cumul des points des scores marqués par l'équipe, le cumul des points des scores qu'elle a 
encaissés contre l'équipe avec laquelle elle se trouve à égalité dans la compétition.

#### Tableau synthétique des résultats
L'équipe qui reçoit est indiquée dans la colonne de gauche.
| Clubs                     | ALB   | AVI   | CAR   | LÉZ   | LIM   | PAL   | STE   | STG   | TOU   | VIL   |
| ------------------------- | ----- | ----- | ----- | ----- | ----- | ----- | ----- | ----- | ----- | ----- |
| Albi                      |       |       |       | 37-22 | 29-24 | 34-14 | 30-22 | 34-4  |       | 32-30 |
| Avignon                   | 32-12 |       | 26-12 | 22-28 | 16-50 |       | 10-24 |       |       | 34-20 |
| Carcassonne               | 12-15 | 29-16 |       |       | 18-24 | 24-14 |       |       |       |       |
| Lézignan                  | 36-18 |       | 50-18 |       | 18-28 | 20-12 | 4-41  |       |       |       |
| Limoux                    |       |       |       |       |       | 32-17 |       | 50-12 | 52-6  | 30-8  |
| Palau-del-Vidre           |       | 40-28 |       |       | 10-26 |       | 26-30 |       | 84-18 |       |
| Saint-Estève XIII catalan |       | 22-18 | 30-38 | 16-32 | 26-18 |       |       | 44-24 |       | 30-0  |
| Saint-Gaudens             | 14-21 | 12-25 | 26-24 | 16-34 |       |       |       |       | 50-16 | 16-30 |
| Toulouse élite            | 18-42 | 10-56 | 10-48 | 12-70 |       |       |       | 18-28 |       | 18-36 |
| Villeneuve-sur-Lot        |       |       |       | 32-26 |       | 52-18 | 34-30 |       | 70-6  |       |

|  | Victoire à domicile |  | Match nul |  | Défaite à domicile |

Magic Week-end - 1re journée
samedi 16 et dimanche 17 novembre 2019 à Carcassonne
| Carcassonne   | 14 | 21 | Saint-Estève XIII Catalan |
| Lézignan      | 6  | 14 | Limoux                    |
| Albi          | 14 | 16 | Villeneuve-sur-Lot        |
| Palau         | 12 | 23 | Avignon                   |
| Saint-Gaudens | 50 | 16 | Toulouse Elite            |

#### Détails des résultats
Les points marqués par chaque équipe sont inscrits dans les colonnes centrales. Les points de bonus sont symbolisés par une bordure orange (défaite par moins de douze points d'écart).
| St-Esteve-XIII Catalan | 16 | 32 | Lézignan    |
| Avignon                | 26 | 12 | Carcassonne |
| Saint-Gaudens          | 14 | 21 | Albi        |
| Palau-del-Vidre        | 10 | 26 | Limoux      |
| Villeneuve-sur-Lot     | 70 | 6  | Toulouse    |

| Albi                   | 37 | 22 | Lézignan           |
| Carcassonne            | 24 | 14 | Palau-del-Vidre    |
| St-Esteve-XIII Catalan | 22 | 18 | Avignon            |
| Toulouse Elite         | 18 | 28 | Saint-Gaudens      |
| Limoux                 | 30 | 8  | Villeneuve-sur-Lot |

| Avignon         | 32 | 12 | Albi                   |
| Saint-Gaudens   | 16 | 30 | Villeneuve-sur-Lot     |
| Toulouse Elite  | 12 | 70 | Lézignan               |
| Palau-del-Vidre | 26 | 30 | St-Esteve-XIII Catalan |
| Carcassonne     | 18 | 24 | Limoux                 |

| Toulouse Elite         | 10 | 56 | Avignon         |
| St-Esteve-XIII Catalan | 30 | 38 | Carcassonne     |
| Villeneuve-sur-Lot     | 32 | 26 | Lézignan        |
| Albi                   | 34 | 14 | Palau-del-Vidre |
| Limoux                 | 50 | 12 | Saint-Gaudens   |

| Avignon                | 34 | 20 | Villeneuve-sur-Lot |
| St-Esteve-XIII Catalan | 26 | 18 | Limoux             |
| Carcassonne            | 12 | 15 | Albi               |
| Saint-Gaudens          | 16 | 34 | Lézignan           |
| Palau-del-Vidre        | 84 | 18 | Toulouse Elite     |

| Saint-Gaudens      | 12 | 25 | Avignon                |
| Toulouse Elite     | 10 | 48 | Carcassonne            |
| Lézignan           | 18 | 28 | Limoux                 |
| Albi               | 30 | 22 | St-Esteve-XIII Catalan |
| Villeneuve-sur-Lot | 52 | 18 | Palau-del-Vidre        |

| Avignon                | 22 | 28 | Lézignan           |
| Albi                   | 29 | 24 | Limoux             |
| Carcassonne            | -  | -  | Villeneuve-sur-Lot |
| Palau-del-Vidre        | -  | -  | Saint-Gaudens      |
| St-Esteve-XIII Catalan | 30 | 0  | Toulouse Elite     |

| Avignon            | 16 | 50 | Limoux                 |
| Lézignan           | 20 | 12 | Palau-del-Vidre        |
| Toulouse Elite     | 18 | 42 | Albi                   |
| Saint-Gaudens      | 26 | 24 | Carcassonne            |
| Villeneuve-sur-Lot | 34 | 30 | St-Esteve-XIII Catalan |

| Albi                   | 32 | 30 | Villeneuve-sur-Lot |
| St-Esteve-XIII Catalan | 44 | 24 | Saint-Gaudens      |
| Lézignan               | 50 | 18 | Carcassonne        |
| Limoux                 | 52 | 6  | Toulouse Elite     |
| Palau-del-Vidre        | 40 | 28 | Avignon            |

| Carcassonne    | 29 | 16 | Avignon                |
| Albi           | 34 | 4  | Saint-Gaudens          |
| Lézignan       | 4  | 41 | St-Esteve-XIII Catalan |
| Toulouse Elite | 18 | 36 | Villeneuve-sur-Lot     |
| Limoux         | 32 | 17 | Palau-del-Vidre        |

| Avignon            | 10 | 24 | St-Esteve-XIII Catalan |
| Lézignan           | 36 | 18 | Albi                   |
| Saint-Gaudens      | -  | -  | Toulouse Elite         |
| Palau-del-Vidre    | -  | -  | Carcassonne            |
| Villeneuve-sur-Lot | -  | -  | Limoux                 |

| Limoux                 | - | - | Carcassonne     |
| Toulouse Elite         | - | - | Lézignan        |
| St-Esteve-XIII Catalan | - | - | Palau-del-Vidre |
| Villeneuve-sur-Lot     | - | - | Saint-Gaudens   |
| Albi                   | - | - | Avignon         |

| Avignon         | - | - | Toulouse Elite         |
| Carcassonne     | - | - | St-Esteve-XIII Catalan |
| Lézignan        | - | - | Villeneuve-sur-Lot     |
| Palau-del-Vidre | - | - | Albi                   |
| Saint-Gaudens   | - | - | Limoux                 |

| Villeneuve-sur-Lot | - | - | Avignon                |
| Albi               | - | - | Carcassonne            |
| Saint-Gaudens      | - | - | Lézignan               |
| Limoux             | - | - | St-Esteve-XIII Catalan |
| Toulouse Elite     | - | - | Palau-del-Vidre        |

### Phase finale
|  | Quarts-de-finale 30-31 mai 2020 | Quarts-de-finale 30-31 mai 2020 |  |  | Demi-finales 6-7 juin 2020 | Demi-finales 6-7 juin 2020 |  |  | Finale 13-14 juin 2020 | Finale 13-14 juin 2020 |
|  | Quarts-de-finale 30-31 mai 2020 | Quarts-de-finale 30-31 mai 2020 |  |  | Demi-finales 6-7 juin 2020 | Demi-finales 6-7 juin 2020 |  |  | Finale 13-14 juin 2020 | Finale 13-14 juin 2020 |
|  |                                 |                                 |  |  |                            |                            |  |  |                        |                        |
|  |                                 |                                 |  |  |                            |                            |  |  |                        |                        |
|  |                                 |                                 |  |  |                            |                            |  |  |                        |                        |
|  |                                 |                                 |  |  |                            |                            |  |  |                        |                        |
|  |                                 |                                 |  |  |                            |                            |  |  |                        |                        |
|  |                                 |                                 |  |  |                            |                            |  |  |                        |                        |
|  |                                 |                                 |  |  |                            |                            |  |  |                        |                        |
|  |                                 |                                 |  |  |                            |                            |  |  |                        |                        |
|  |                                 |                                 |  |  |                            |                            |  |  |                        |                        |
|  |                                 |                                 |  |  |                            |                            |  |  |                        |                        |
|  |                                 |                                 |  |  |                            |                            |  |  |                        |                        |
|  |                                 |                                 |  |  |                            |                            |  |  |                        |                        |
|  |                                 |                                 |  |  |                            |                            |  |  |                        |                        |
|  |                                 |                                 |  |  |                            |                            |  |  |                        |                        |
|  |                                 |                                 |  |  |                            |                            |  |  |                        |                        |

### Quarts de finale

#### Quart de finale 1
(mt : -)
Homme du match : 
Points marqués :

Évolution du score : 
Arbitre : 
Spectateurs : 

### Demi-finales

#### Demi-finale 1
(mt : -)
Homme du match : 
Points marqués :

Évolution du score : 
Arbitre : 
Spectateurs : 

#### Demi-finale 2
(mt : -)
Homme du match : 
Points marqués :

Évolution du score : 
Arbitre : 
Spectateurs : 

### Finale
(mt : -)
Homme du match : 
Points marqués :

Évolution du score : 
Arbitre : 
Spectateurs : 
La finale est diffusée en direct sur la chaîne ViàOccitanie.

## Bilan du Championnat

### Joueurs en évidence

#### Meilleurs marqueurs d'essais
| Rang | Joueur            | Équipe                    | Essais |
| ---- | ----------------- | ------------------------- | ------ |
| 1    | Fabien Flovie     | Limoux                    | 13     |
| -    | Latrell Schaumkel | Villeneuve-sur-Lot        | 13     |
| 3    | Nittim Pedrero    | Albi                      | 10     |
| 4    | Alex Grant        | Albi                      | 8      |
| 5    | Olivier Arnaud    | Avignon                   | 7      |
| -    | Clément Herrero   | Palau                     | 7      |
| -    | Corentin Le Cam   | Saint-Estève XIII Catalan | 7      |
| -    | Garry Lo          | Carcassonne               | 7      |
| -    | Zachary Santo     | Limoux                    | 7      |

#### Meilleurs scoreurs
| Rang | Joueur            | Équipe                    | Points | Essais | Transf. | Pén. | Drops |
| ---- | ----------------- | ------------------------- | ------ | ------ | ------- | ---- | ----- |
| 1    | Thomas Lasvenes   | Villeneuve-sur-Lot        | 114    | 5      | 37      | 10   | 0     |
| 2    | Olivier Arnaud    | Avignon                   | 112    | 7      | 35      | 6    | 2     |
| 3    | Clément Herrero   | Albi                      | 103    | 7      | 33      | 4    | 1     |
| 4    | Rémi Marginet     | Lézignan                  | 100    | 2      | 39      | 7    | 0     |
| 5    | Robin Brochon     | Saint-Estève XIII Catalan | 94     | 5      | 34      | 3    | 0     |
| 6    | Shaun Nona        | Limoux                    | 90     | 2      | 30      | 11   | 0     |
| 7    | Baptiste Fabre    | Albi                      | 77     | 1      | 29      | 6    | 3     |
| 8    | Alexis Albérola   | Carcassonne               | 55     | 0      | 22      | 5    | 1     |
| 9    | Fabien Flovie     | Limoux                    | 54     | 13     | 1       | 0    | 0     |
| 10   | Latrell Schaumkel | Villeneuve-sur-Lot        | 52     | 13     | 0       | 0    | 0     |

## Événements de la saison
L'épidémie de coronavirus entraîne, pour faire suite aux mesures gouvernementales, à la suspension sine die du championnat en mars 2020 ; puis l'annulation de cette édition, le 15 avril 2020, par la Fédération française de rugby à XIII. Par conséquent, aucun titre n'est attribué et la saison est considérée comme "vierge".

## Médias
Les rencontres sont commentées en direct sur radio Marseillette, et Midi Olympique en rend compte chaque lundi dans son « édition rouge ». Selon leur pratique, les publications britanniques Rugby League World (mensuel) et Rugby Leaguer & League Express (hebdomadaire) couvrent également le championnat. Les journaux régionaux L'Indépendant et la Dépêche du Midi suivent également la compétition, le fait qu'ils soient bien souvent compris dans les offres d'abonnement « presse  » des fournisseurs d'accès d'internet ou des opérateurs mobiles (kiosque sur smartphone) leur donnant la possibilité d'être lus au-delà de leurs régions d'origine. Le magazine australien Rugby League Review  suit le championnat, au moins en en donnant les résultats. 
Midi Libre devrait, selon son habitude, seulement indiquer les résultats du championnat chaque lundi.
Le site internet Treize Mondial couvre de manière exhaustive ce championnat, le magazine « papier »  Planète XIII y consacre de large développements.
Il est annoncé en novembre 2019 que des rencontres au cours de la saison seront retransmis sur la chaîne ViàOccitanie. La première journée est commentée par Bruno Onteniente et Jessika Guehaseim.